# Championnats d'Afrique de natation 1982
Navigation
Tunis 1977 Tunis 1990
La 3e édition des championnats d'Afrique de natation se déroule au Caire en Égypte du 16 au 22 octobre 1982. Le pays accueille pour la deuxième fois de son histoire cet événement organisé par la Confédération africaine de natation amateur.
Le Marocain Mohamed Lattaoui est le nageur le plus médaillé avec 4 médailles d'or dont la finale du 100 mètres nage libre, une médaille d'argent et une médaille de bronze. On trouve ensuite parmi les nageurs les plus médaillés en individuel l'Égyptienne Meriem Farid (4 médailles d'or), l'Égyptien Ayman Nadim (3 médailles d'or et 1 médaille d'argent), l'Égyptienne Sherwite Hafez (3 médailles d'or), l'Égyptienne Nevine Hafez (2 médailles d'or et 1 médaille de bronze), l'Égyptien Emad El-Shafei (2 médailles d'or, sur 200 mètres dos et 400 mètres quatre nages, et 1 médaille de bronze sur 200 mètres quatre nages) et l'Égyptien Ahmed Saïd (2 médailles d'or).
La Marocaine Karima Zeraidi est médaillée de bronze des 100 et 200 mètres brasse. 
Concernant le Water Polo, l’Egypte a remporté la médaille d’Or, le Maroc la médaille d’argent et le Sudan la médaille de bronze.